# Prałkowce

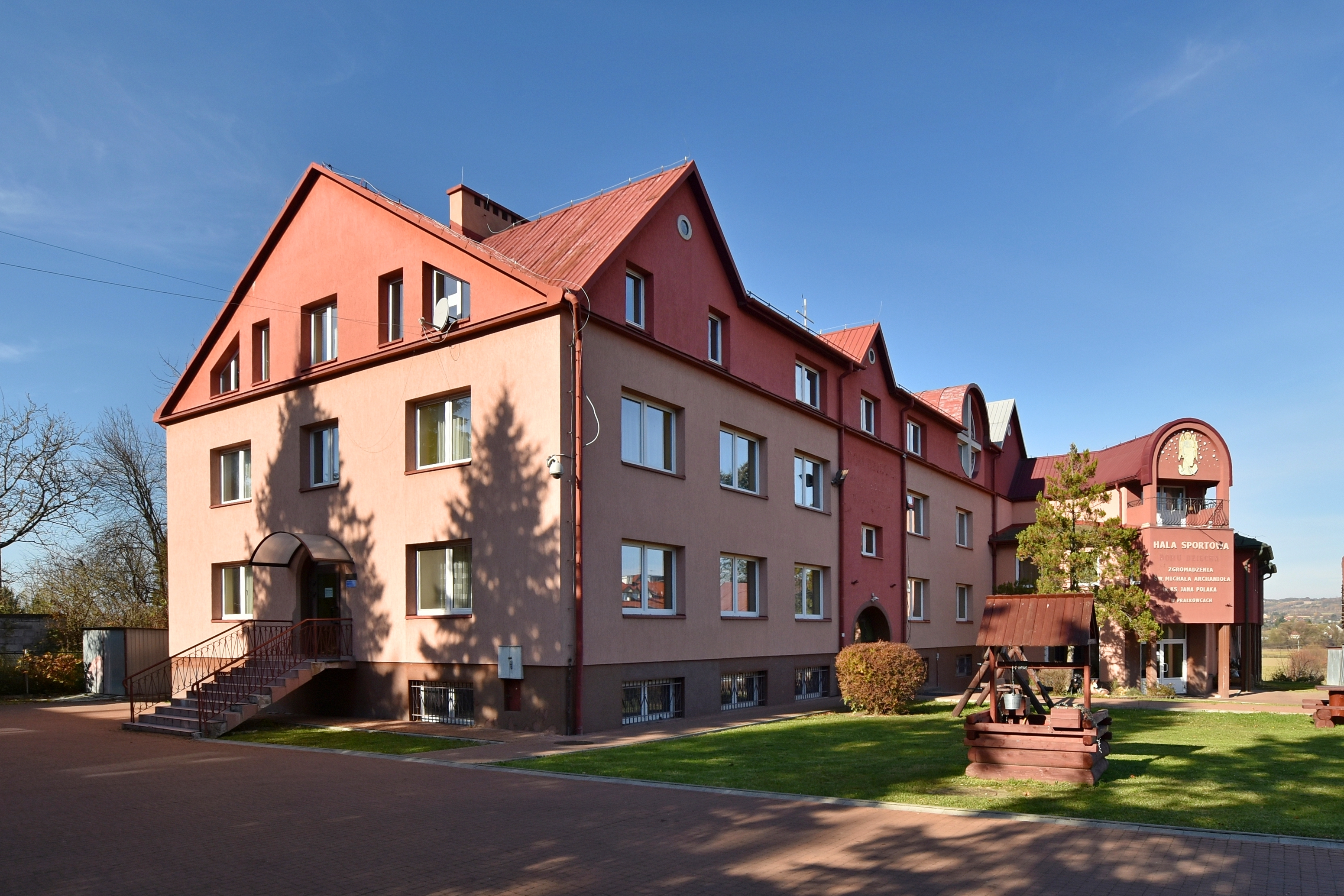
Hala sportowa w Prałkowcach

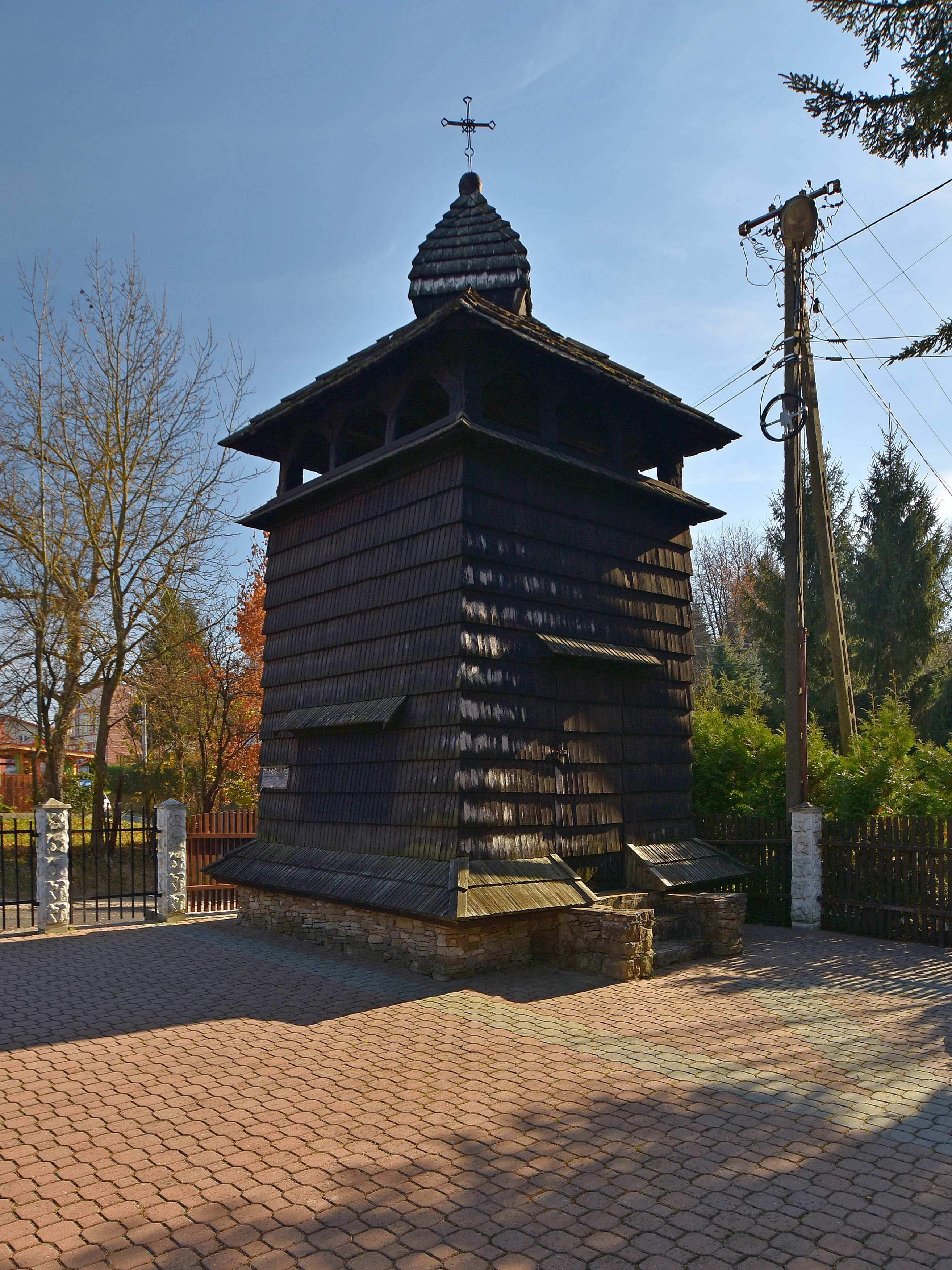
Zabytkowa dzwonnica

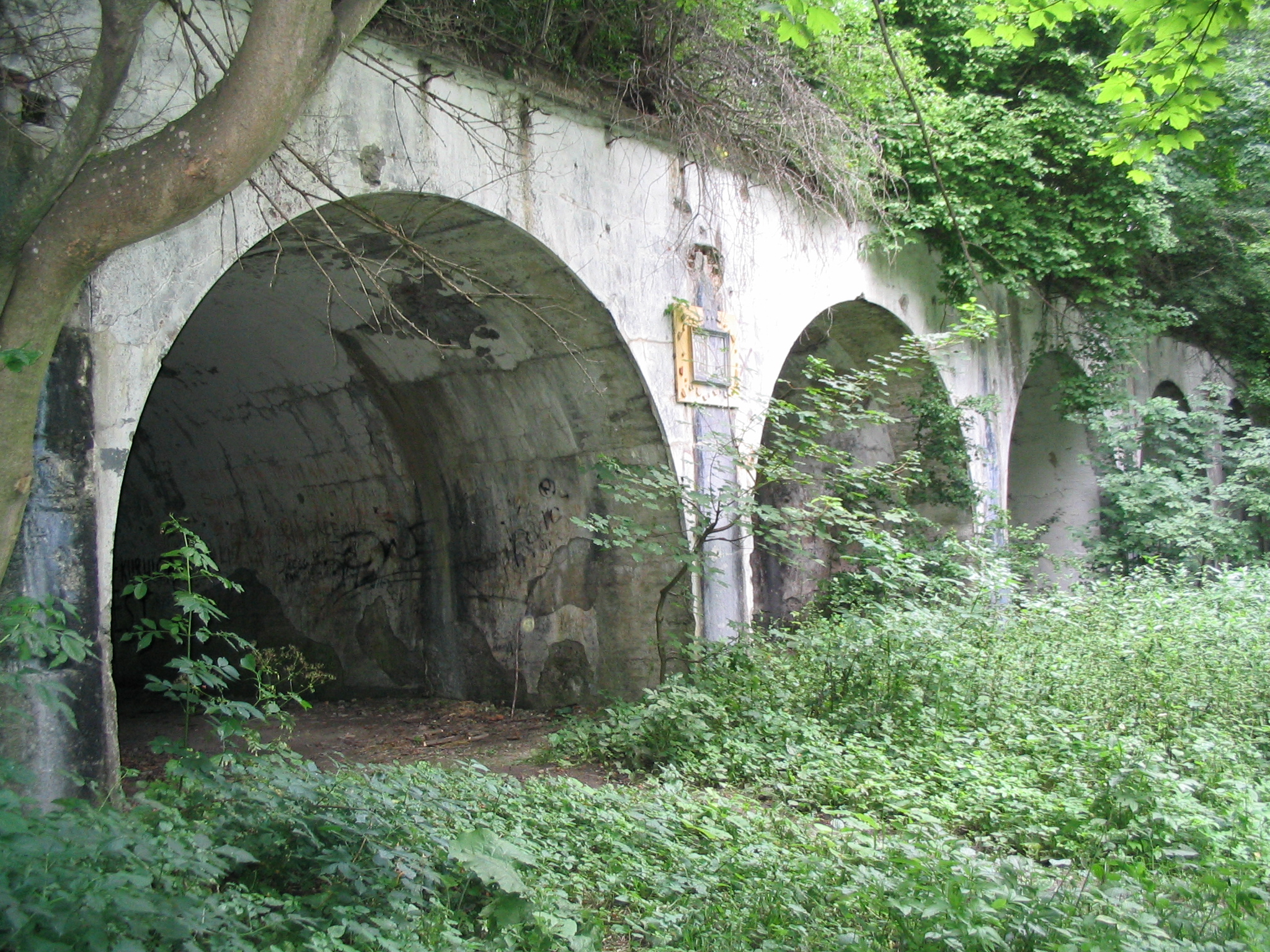
Fort VII „Prałkowce”

Prałkowce (w latach 1977–1981 Nadsanie) – wieś w Polsce położona w województwie podkarpackim, w powiecie przemyskim, w gminie Krasiczyn.
| SIMC    | Nazwa  | Rodzaj    |
| ------- | ------ | --------- |
| 0604896 | Długie | część wsi |

## Historia
Po raz pierwszy wieś wymieniana była w 1474 r. Nazwa pochodzi od znajdujących się tu kiedyś blechów i pralni. Blech albo blich (z niem. Bleiche ‘bielarnia’) to miejsce, zakład rzemieślniczy, gdzie bieli się tkaninę, przędzę itp. Ostatnimi właścicielami majątku byli od połowy XIX wieku Drużbaccy, którzy ufundowali tutaj ochronkę, prowadzoną przez zakonnice.
W II Rzeczypospolitej wieś w powiecie przemyskim w województwie lwowskim. W 1921 r. we wsi było 108 domów i 606 mieszkańców, w tym 295 grekokatolików, 300 rzymskich katolików i 11 wyznania mojżeszowego. W 1938 r. liczba ludności wzrosła do ok. 2 tys., w tym 380 grekokatolików, 1570 rzymskich katolików, 40 żydów i 7 protestantów. Do 1939 roku istniała gmina Prałkowce.
W latach 1945–1946 nacjonaliści ukraińscy z OUN-UPA zamordowali tutaj 8 Polaków, w tym kilku żołnierzy Wojska Polskiego. Spalili też większość gospodarstw.
Po II wojnie światowej ludność ukraińską wysiedlono.
4 października 1954 część Prałkowiec włączono do Przemyśla.
W latach 1954-1959 wieś była siedzibą gromady Prałkowce, po jej zniesieniu w gromadzie Krasiczyn.
W latach 1975–1998 miejscowość administracyjnie należała do województwa przemyskiego.

## Zabytki
- Na szczycie pobliskiego wzgórza, na pd.-zach. od wsi znajduje się fort artyleryjski GW VII „Prałkowce”, należący do zewnętrznego pierścienia Twierdzy Przemyśl. Został on częściowo wysadzony w powietrze w 1915 r., w sklepieniach koszar widoczne są przestrzeliny wykonane najcięższymi niemieckimi pociskami moździerzowymi 305 mm. Do fortu prowadzi kręta droga forteczna, którą poprowadzono znakowany szlak turystyczny (niebieski i czarny, tzw. forteczny).
- Dawna cerkiew greckokatolicka pod wezwaniem Ofiarowania Matki Bożej w Świątyni została ufundowana w 1842 r. przez Eustachego Drużbackiego. Po wysiedleniu ludności ukraińskiej w latach 40. XX wieku wykorzystywana jest jako kościół parafialny rzymskokatolickiej Parafii Matki Bożej Zbaraskiej.
- W pobliżu kościoła znajduje się zrekonstruowana w 1967 r. drewniana dzwonnica z końca XVI w. Ma konstrukcję słupowo-ramową, o pochyłych ścianach. Nadwieszoną pseudoizbicę otacza otwarta galeria słupowa. Pokryta jest dachem namiotowym z czteropołaciową baniastą wieżyczką, zwieńczoną kutym, żelaznym krzyżem. Ściany i dach dzwonnicy pobite są gontem. Podwalinę osłonięto daszkiem okapowym, podobny daszek występuje poniżej izbicy.

## Prałkowce w 1929 roku
Wieś i gmina, 606 mieszkańców.
- Właściciele ziemscy: Drużbacki Feliks
- Bednarze: Pituła A.
- Cieśle: Ponajda G.
- Kamieniarsko rzeźbiarskie zakłady: Rosnowski W.
- Kołodzieje: Konopelski F.
- Kowale: Kikiela J.
- Murarze: Hnatkiewicz M.
- Ogrodnicze zakłady: Makarowski Kazimierz (mąż Marii Makarowskiej z domu Błahut)
- Rzeźnicy: Olejarz S.
- Spożywcze art.: Frizner A. – Olejarz S. i Onyszko M.
- Stolarze: Holowa S.
- Szewcy: Głowacz F.- Kikiela Józ.
- Ślusarze: Czarnecki L.
- Wapienniki i kamieniołomy: xBergor A. i Ska – xSchafer S. i Ska.
- Wyszynk trunków: Bober P. – Schinder Ch.

## Współczesność
W Prałkowcach znajdują się:
- Ekumeniczny Dom Pomocy Społecznej, przeznaczony dla osób starszych, niepełnosprawnych wyznania greckokatolickiego, prowadzony przez Zgromadzenie Sióstr Służebnic Niepokalanej Panny Maryi.
- Dom prowincjalny Zgromadzenia Sióstr Służebniczek Najświętszej Maryi Panny Niepokalanie Poczętej – Siostry Służebniczki Starowiejskie. Na terenie klasztoru znajduje się kaplica grobowa Drużbackich.

## Komunikacja
Do Prałkowiec dojeżdżają autobusy MZK Przemyśl:
- linia nr 18 (codziennie, wytypowane kursy)
- oraz autobusy PKS.

W latach 1992–1993 funkcjonowała komunikacja zapewniana przez prywatną firmę „Kamabus”.

## Rowerowe szlaki turystyczne
- Przemyśl – Prałkowce – Krasiczyn – Olszany – Krzeczkowa – Huta Brzuska – Sufczyna – Bircza
- Przemyśl – Prałkowce – Zalesie – Brylińce – Cisowa – Łodzinka – Bircza